# Jiayu
Jiayu, tidigare romaniserat Kiayü, är ett härad i Xiannings stad på prefekturnivå i Hubei-provinsen i centrala Kina. Orten är belägen vid Yangtze-flodens södra strand omkring 62 kilometer söder om provinshuvudstaden Wuhan.

## Historia
Häradets historia kan spåras tillbaka till Handynastin (206 f.Kr.–220 e.Kr.) och det fick sitt nuvarande namn under Södra Tangdynastin (937 - 975) under De fem dynastierna och De tio rikenas epok. Under Qingdynastin (1644-1912) lydde Jiayu under prefekturen Wuchang.